# Juan Argote
Juan Jorge Argote (1906 – ?) bolíviai válogatott labdarúgó.
A bolíviai válogatott tagjaként részt vett az 1930-as világbajnokságon.

## Külső hivatkozások
- Juan Argote a FIFA.com honlapján Archiválva 2015. február 4-i dátummal a Wayback Machine-ben